# Friederike Caroline Neuber
Friederike Caroline Neuber, művésznevén die Neuberin (eredetileg Friederike Caroline Weißenborn; Reichenbach im Vogtland, 1697. március 8. – Laubegast, 1760. november 29.) német színésznő, drámaíró. A legelső iskolateremtő színészegyéniségek közé tartozott nemcsak a német, de a modern európai színjátszás történetében is.

## Élete
Friederike Caroline polgári családba született. Korán megözvegyült ügyvéd édesapja, Daniel Weißenborn  szigorú elvek szerint nevelte leányát Zwickauban. Tizenöt éves korában a lány fellázadt, és megszökött az atyai szigor elől, csakhamar azonban elfogták és saját apja koholt vádjai alapján lopásért tizenhárom havi fogságra ítélték. 1716-ban végül sikerült megszöknie a szülői háztól apja segédje, egy Johann Neuber nevű diák segítségével. 1717-től 1722-ig mindketten Christian Spiegelberg vándortársulatában játszottak, s időközben, 1718. február 5-én Braunschweigben össze is házasodtak.
1722-től 1725-ig Karl Caspar Haack vándortársulatának tagja volt férjével együtt, majd 1727-ben Lipcsében megalakították saját társulatukat Neuber’sche Komödiantengesellschaft néven. I. Frigyes Ágost szászországi választófejedelem engedélyével állandó játszóhelyük lehetett a városban, s évente felléphettek a lipcsei húsvéti vásáron is. 1733-ig leggyakrabban Lipcsében és Drezdában játszottak, de vándortársulatként is járták az országot. Az 1720-as–1730-as években az egyik legsikeresebb német színház lett az övék, amelyet újszerű módon igazgattak: nagy hangsúlyt helyeztek a jól szervezett próbafolyamra, a szövegtanulásra, és színészeiknek rendhagyó módon állandó bért is fizettek.

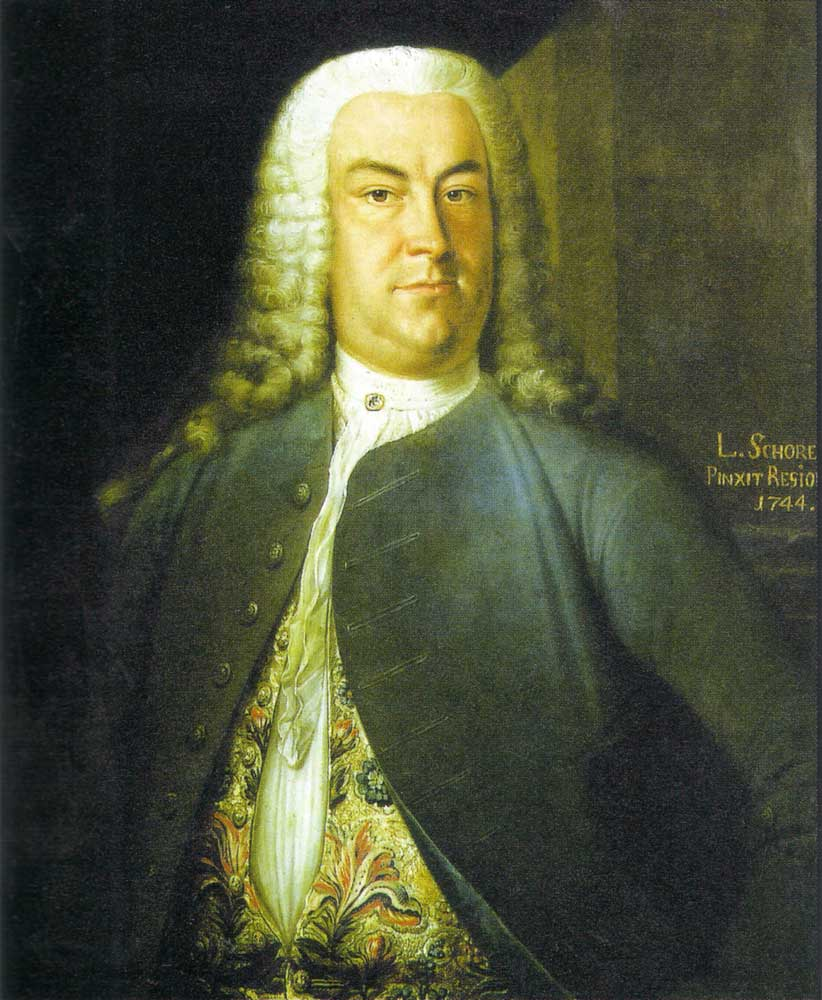
Johann Christoph Gottsched 1750 körül

Friederike Caroline Neuber színészi játékára, de főleg szervezői tehetségére már 1725-ben felfigyelt a még fiatal Johann Christoph Gottsched, aki később a kor egyik nagy tekintélyű írójává-irodalmárává lett. 1741-ig tartó, a színházművészetet megújító közös munkájukat a modern német színjátszás kezdeteként tartják számon. Gottsched instrukciói alapján Friederike Caroline Neuber igyekezett kiszorítani az improvizációt a színészi játékból, a szoros szövegkövetésre helyezve a hangsúlyt. Emellett – noha Neuber színésznőként igazán a komédiákban érvényesíthette tehetségét – korábban soha nem látott arányban szerepeltettek drámákat a repertoárjukon. Többnyire a 17. századi és a kortárs francia drámairodalomból merítettek, s Pierre és Thomas Corneille, Racine, Destouches, Marivaux, Voltaire és mások darabjait adták elő. Nem egy drámát, színjátékot maga Neuber is írt, de ezek közül kevés maradt fenn napjainkig.
1733-ban, I. Frigyes Ágost halálával a Neuber-színtársulat elveszítette lipcsei privilégiumait, s a következő négy évben vándortársulatként működött, felléptek többek között Hamburgban, Frankfurt am Mainban és Strassburgban. 1737-ben ismét visszatértek Lipcsébe, majd 1740–1741-ben Oroszországban, többek között a szentpétervári cári udvarban vendégszerepeltek. 1741-ben Gottsched és Neuber útjai különváltak, s a Neuber-házaspárra sikertelen korszak köszöntött: állandó játszóhelyük nem volt, a vendégszereplések megritkultak, s végül társulatuk fel is oszlott. 1748-ban ugyan Friederike Caroline Neuber újraalapította együttesét, és sikerrel bemutatták Lessing A fiatal tudós című vígjátékát, 1753–1756 között pedig Bécsben is többször felléphettek, de a hajdanvolt sikert már nem érték el. 1759 februárjában Johann Neuber meghalt, s felesége a hátra lévő másfél évet elfeledettségben és szegénységben élte le. A hétéves háborúban, Drezda ágyúzásakor menekülni kényszerült a városból, és a közeli Laubegastban halt meg hatvanhárom éves korában.
Goethe Wilhelm Meister tanulóévei című regényében állított emléket Friederike Caroline Neubernek Madame de Retti alakjával, Georg Wilhelm Pabst pedig 1940-ben nagy sikerű kosztümös filmet forgatott a színésznő életéről Komödianten címmel.